# Adolfo, duca di Cambridge
Adolfo, duca di Cambridge, nome completo Adolfo Federico (Buckingham Palace, 24 febbraio 1774 – Westminster, 8 luglio 1850), è stato duca di Cambridge dal 1801 fino alla sua morte.

## Biografia

### I primi anni
Adolfo era il decimo figlio di Giorgio III d'Inghilterra e della moglie Carlotta di Meclemburgo-Strelitz. Il 24 marzo 1774 il giovane principe venne battezzato nella Great Council Chamber al St. James's Palace per mano di Frederick Cornwallis, arcivescovo di Canterbury. Suoi padrini furono il principe Giovanni Adolfo di Sassonia-Gotha-Altenburg (rappresentato da Francis Seymour-Conway, I marchese di Hertford), il langravio Carlo d'Assia-Kassel (rappresentato da George Villiers, IV conte di Jersey) e la principessa Guglielmina di Prussia (rappresentata da Elizabeth Howard, contessa di Effingham).
Adolfo di Hannover venne prima educato in casa e successivamente mandato, insieme ai fratelli Ernesto e Augusto Federico, all'Università di Gottinga.

### La carriera militare
Nel 1791, insieme al fratello Ernesto, venne mandato in Hannover per ricevere l'addestramento militare sotto la supervisione del Feldmaresciallo von Freytag. Qui Adolfo raggiunse il grado di colonnello nel 1794 e poi quello di luogotenente generale nel 1798. Nel 1800 - di stanza nell'Elettorato di Hannover - assistette alla fondazione di un villaggio che la municipalità di Brema aveva chiamato Adolphsdorf (dal 1974 parte della località di Grasberg), che era sfruttato per riporvi nuove coltivazioni.
Nel corso della guerra della Seconda Coalizione (1799 - 1802) egli si recò a Berlino nel 1801 per prevenire l'imminente occupazione dell'Hannover da parte della Prussia. La Francia acconsentì e venne stipulata la Pace di Basilea (1795), che obbligava la Prussia ad assicurare l'indipendenza dei territori tedeschi a nord del fiume Meno, tra cui anche l'Hannover. Poco dopo però il piano di pace venne disatteso e 24.000 soldati prussiani invasero lo stato ed il comandante delle truppe dell'Hannover, Johann Ludwig von Wallmoden-Gimborn (prozio di Adolfo), venne costretto alla resa.
Nel 1803 egli venne nominato Comandante in Capo della neonata King's German Legion e nel 1813 divenne Feldmaresciallo. Giorgio III nominò il principe Adolfo cavaliere dell'Ordine della Giarrettiera il 6 giugno 1786 e lo creò il 17 novembre 1801 Duca di Cambridge, Conte di Tipperary e Barone Culloden. Nello stesso anno il Parlamento gli votò una rendita annua di 12.000 sterline.
Il duca prestò quindi servizio come Colonnello in Capo delle Coldstream guards dal settembre 1805 e come Colonnello in Capo del 60th Regiment of Foot dal gennaio del 1824. In questo stesso periodo egli fu anche Viceré di Hannover divenendo a capo del Cambridge Dragoons, di stanza a Celle.

### Viceré di Hannover
Alla morte di Carlotta Augusta di Hannover, erede al trono britannico, Adolfo cercò di trovare una moglie per il fratello maggiore Guglielmo, al fine di garantire un erede alla monarchia. Venne scelta come moglie Adelaide di Sassonia-Meiningen.
Dal 1816 al 1837 fu viceré di Hannover, per conto del padre, Giorgio III (1816-1820), e dei fratelli Giorgio IV (1820-1830), e Guglielmo IV (1830-1837). Quando la nipote Vittoria di Kent salì al trono, l'Hannover si staccò dal Regno Unito, in quanto la legge salica proibiva alle donne di ereditare. Quindi Adolfo tornò in Inghilterra, mentre il fratello Ernesto divenne il nuovo re dell'Hannover.
Il duca di Cambridge morì l'8 luglio 1850 a Cambridge House, Piccadilly, Londra, e venne sepolto a Kew. Le sue spoglie, successivamente, vennero trasferite alla St. George's Chapel di Windsor. Suo erede fu il suo unico figlio maschio, il principe Giorgio.

## Matrimonio e figli
Adolfo, duca di Cambridge, si sposò con Augusta di Assia-Kassel (25 luglio 1797 – 6 aprile 1889), figlia terzogenita di Federico d'Assia-Kassel. La cerimonia venne officiata in prima istanza a Kassel, nell'Assia-Kassel il 7 maggio e poi a Buckingham Palace il 1º giugno 1818.
Dal matrimonio con la cugina Augusta nacquero tre figli:
- Giorgio, duca di Cambridge (1819-1904);
- Augusta (1822-1916), sposò Federico Guglielmo di Meclemburgo-Strelitz;
- Maria Adelaide (1833-1897), sposò Francesco di Teck e fu la madre di Mary di Teck.

Attraverso i suoi eredi, egli fu nonno materno di Mary di Teck, consorte di Giorgio V del Regno Unito, a sua volta nonno della regina Elisabetta II del Regno Unito.

## Onorificenze e titoli

Stemma personale del principe Adolfo, duca di Cambridge

### Titoli
- 24 febbraio 1774 – 17 novembre 1801: Sua Altezza Reale il Principe Adolfo
- 17 novembre 1801 – 8 luglio 1850: Sua Altezza Reale il Duca di Cambridge

I suoi titoli completi al momento della morte erano Feldmaresciallo Sua Altezza Reale il Principe Adolfo Federico, duca di Cambridge, Conte di Tipperary, Barone Culloden, Cavaliere dell'Ordine della Giarrettiera, Membro del Consiglio Privato di Sua Maestà, Cavaliere di Gran Croce dell'Ordine del Bagno, Cavaliere di Gran Croce dell'Ordine dei Santi Michele e Giorgio, Cavaliere di Gran Croce dell'Ordine Reale Guelfo

## Ascendenza
|                                                 |                                            |                                               | Genitori                                         |  |  | Nonni |  |  | Bisnonni                 |  |  | Trisnonni               |  |
|                                                 |                                            |                                               |                                                  |  |  |       |  |  | Giorgio II d'Inghilterra |  |  | Giorgio I d'Inghilterra |  |
|                                                 |                                            |                                               |                                                  |  |  |       |  |  | Giorgio II d'Inghilterra |  |  | Giorgio I d'Inghilterra |  |
|                                                 |                                            | Sofia Dorotea di Celle                        |                                                  |  |  |       |  |  | Giorgio II d'Inghilterra |  |  |                         |  |
| Federico di Hannover                            |                                            |                                               |                                                  |  |  |       |  |  | Giorgio II d'Inghilterra |  |  |                         |  |
|                                                 |                                            | Carolina di Brandeburgo-Ansbach               | Giovanni Federico di Brandeburgo-Ansbach         |  |  |       |  |  |                          |  |  |                         |  |
|                                                 |                                            | Carolina di Brandeburgo-Ansbach               | Giovanni Federico di Brandeburgo-Ansbach         |  |  |       |  |  |                          |  |  |                         |  |
|                                                 |                                            | Carolina di Brandeburgo-Ansbach               | Eleonora Erdmuthe di Sassonia-Eisenach           |  |  |       |  |  |                          |  |  |                         |  |
| Giorgio III d'Inghilterra                       |                                            | Carolina di Brandeburgo-Ansbach               |                                                  |  |  |       |  |  |                          |  |  |                         |  |
|                                                 |                                            | Federico II di Sassonia-Gotha-Altenburg       | Federico I di Sassonia-Gotha-Altenburg           |  |  |       |  |  |                          |  |  |                         |  |
|                                                 |                                            | Federico II di Sassonia-Gotha-Altenburg       | Federico I di Sassonia-Gotha-Altenburg           |  |  |       |  |  |                          |  |  |                         |  |
|                                                 |                                            | Federico II di Sassonia-Gotha-Altenburg       | Maddalena Sibilla di Sassonia-Weissenfels        |  |  |       |  |  |                          |  |  |                         |  |
| Augusta di Sassonia-Gotha-Altenburg             |                                            | Federico II di Sassonia-Gotha-Altenburg       |                                                  |  |  |       |  |  |                          |  |  |                         |  |
|                                                 |                                            | Maddalena Augusta di Anhalt-Zerbst            | Carlo Guglielmo di Anhalt-Zerbst                 |  |  |       |  |  |                          |  |  |                         |  |
|                                                 |                                            | Maddalena Augusta di Anhalt-Zerbst            | Carlo Guglielmo di Anhalt-Zerbst                 |  |  |       |  |  |                          |  |  |                         |  |
|                                                 |                                            | Maddalena Augusta di Anhalt-Zerbst            | Sofia di Sassonia-Weissenfels                    |  |  |       |  |  |                          |  |  |                         |  |
| Adolfo di Hannover                              |                                            | Maddalena Augusta di Anhalt-Zerbst            |                                                  |  |  |       |  |  |                          |  |  |                         |  |
|                                                 | Adolfo Federico II di Meclemburgo-Strelitz | Adolfo Federico I di Meclemburgo-Schwerin     |                                                  |  |  |       |  |  |                          |  |  |                         |  |
|                                                 | Adolfo Federico II di Meclemburgo-Strelitz | Adolfo Federico I di Meclemburgo-Schwerin     |                                                  |  |  |       |  |  |                          |  |  |                         |  |
|                                                 | Adolfo Federico II di Meclemburgo-Strelitz | Maria Caterina di Brunswick-Wolfenbüttel      |                                                  |  |  |       |  |  |                          |  |  |                         |  |
| Carlo Ludovico Federico di Meclemburgo-Strelitz | Adolfo Federico II di Meclemburgo-Strelitz |                                               |                                                  |  |  |       |  |  |                          |  |  |                         |  |
|                                                 |                                            | Cristiana Emilia di Schwarzburg-Sondershausen | Cristiano Guglielmo di Schwarzburg-Sondershausen |  |  |       |  |  |                          |  |  |                         |  |
|                                                 |                                            | Cristiana Emilia di Schwarzburg-Sondershausen | Cristiano Guglielmo di Schwarzburg-Sondershausen |  |  |       |  |  |                          |  |  |                         |  |
|                                                 |                                            | Cristiana Emilia di Schwarzburg-Sondershausen | Antonia Sibilla di Barby-Muhlingen               |  |  |       |  |  |                          |  |  |                         |  |
| Carlotta di Meclemburgo-Strelitz                |                                            | Cristiana Emilia di Schwarzburg-Sondershausen |                                                  |  |  |       |  |  |                          |  |  |                         |  |
|                                                 |                                            | Ernesto Federico I di Sassonia-Hildburghausen | Ernesto di Sassonia-Hildburghausen               |  |  |       |  |  |                          |  |  |                         |  |
|                                                 |                                            | Ernesto Federico I di Sassonia-Hildburghausen | Ernesto di Sassonia-Hildburghausen               |  |  |       |  |  |                          |  |  |                         |  |
|                                                 |                                            | Ernesto Federico I di Sassonia-Hildburghausen | Sofia Enrichetta di Waldeck                      |  |  |       |  |  |                          |  |  |                         |  |
| Elisabetta Albertina di Sassonia-Hildburghausen |                                            | Ernesto Federico I di Sassonia-Hildburghausen |                                                  |  |  |       |  |  |                          |  |  |                         |  |
|                                                 |                                            | Sofia Albertina di Erbach-Erbach              | Giorgio I di Erbach-Erbach                       |  |  |       |  |  |                          |  |  |                         |  |
|                                                 |                                            | Sofia Albertina di Erbach-Erbach              | Giorgio I di Erbach-Erbach                       |  |  |       |  |  |                          |  |  |                         |  |
|                                                 |                                            | Sofia Albertina di Erbach-Erbach              | Amalia Caterina di Waldeck-Eisenberg             |  |  |       |  |  |                          |  |  |                         |  |
|                                                 |                                            | Sofia Albertina di Erbach-Erbach              |                                                  |  |  |       |  |  |                          |  |  |                         |  |